# 남양주 니코틴 살인 사건
남양주 니코틴 살인 사건은 2016년 4월 22일 재산을 가로채기 위해 내연남의 협조를 얻어 사실혼 남편과 몰래 혼인신고를 한 뒤, 니코틴 원액으로 남편을 살해해 상속받은 재산을 가로챘다가 검거된 독살 살인 사건이다. 피해자의 재산 중 주택은 이미 매각되었는데, 혼인무효로 판단되어 살인만으로도 상속결격에 해당하지만, 살인 전부터 상속권이 없어 법적 상속인은 조카이므로 매수인이 그 재산을 조카에게 반환하게 되었다.
25년 8월 꼬꼬무에서 이 사건을 다뤘다.